# Nicolas Siret
Nicolas Siret (1663 – 1754) fue un compositor, organista y clavecinista francés del Barroco.

## Biografía
Nació y murió en Troyes, Francia, donde trabajó como organista en la Iglesia de San Juan y en la Catedral de San Pedro y San Pablo. También su abuelo y su padre fueron organistas en Troyes.
Siret fue amigo y admirador de François Couperin "el Grande", y la primera colección de piezas para clave del primero, publicadas aproximadamente en 1709, se las dedicó a Couperin. Las suites de esta colección comienzan todas con una obertura francesa, siguiendo la tradición establecida por Jean-Baptiste Lully. El segundo volumen de piezas para clave de Siret (Second livre de Pièces de Clavecin, publicado en 1719) fue, junto a L’Art de toucher le Clavecin de Couperin, una de las últimas publicaciones en incluir preludios sin barra de compás. Siret también escribió algunas "pièces de caractère" (piezas de carácter descriptivo que no corresponden a las danzas habituales en las suites), estilísticamente reminiscentes de Couperin, y solo una obra para órgano ha sobrevivido, Fuga en tono primero.
- Datos: Q2757994